# Parque nacional de Phu Phan
El Parque nacional de Phu Phan (en tailandés, ภูพานอุทยานแห่งชาติ) es un área protegida del nordeste de Tailandia, en las provincias de Sakon Nakhon y Kalasin. Se extiende por una superficie de 664 kilómetros cuadrados y fue declarado en 1972, como el 7.º parque nacional del país. Este parque aislado abarca una amplia zona de jungla en las montañas de Phu Phan de Isan.
La mayor parte del parque son montañas de caliza donde nacen muchas corrientes de agua, como Huai Lao, Huai I Khok, Huai Khae, Huai Saen Kong, Huai Phrik y Huai Sai, que son afluentes de los ríos Un, Phung, Lam Pao y Yang.
La silueta de las montañas Phu Phan aparece en el sello provincial de Kalasin ya que forman el límite norte de la provincia.Las montañas de Phu Phan se encuentran entre los lugares de Tailandia más gravemente afectados por la tala ilegal de árboles de Phayung (palo de rosa siamés). Aunque oficialmente es un árbol protegido, la tala y el comercio de los árboles de palo de rosa en peligro de extinción no ha disminuido en las zonas boscosas montañosas de Tailandia, incluso en las áreas protegidas. En Tailandia y China esta madera es muy valorada en la industria del mueble.